# 尼古拉·罗迪加里
尼古拉·罗迪加里（義大利語：Nicola Rodigari，1981年11月7日—），意大利男子短道速度滑冰运动员。他曾代表意大利参加2002年、2006年、2010年和2014年冬季奥林匹克运动会短道速度滑冰比赛，获得一枚银牌。